# Sarah (roman)
Pour les articles homonymes, voir Sarah.
Sarah est un roman de Laura Albert sous le nom de JT LeRoy et publié en 2000 aux États-Unis.
Sarah est racontée par un garçon anonyme dont la mère Sarah se livre, en Virginie-Occidentale, à la prostitution sur des aires de stationnement de camions routiers. Elle peut être violente et peu aimante, mais il aspire à son amour et commence à porter ses vêtements et à l'imiter.
Le roman utilise des éléments narratifs qui apparaissent également dans l'autre roman de JT LeRoy Le Livre de Jérémie (2001).